# Довжок (Полтавський район)
Довжок —  село в Україні, у Зіньківській міській громаді Полтавського району Полтавської області. Населення становить 22 осіб. До 2020 орган місцевого самоврядування — Лютенсько-Будищанська сільська рада.

## Географія
Село Довжок знаходиться за 2,5 км від села Лютенські Будища.

## Населення

### Мова
Розподіл населення за рідною мовою за даними перепису 2001 року:
| Мова       | Кількість | Відсоток |
| ---------- | --------- | -------- |
| українська | 21        | 95.45%   |
| російська  | 1         | 5.55%    |
| Усього     | 22        | 100%     |

## Історія
12 червня 2020 року, відповідно до розпорядження Кабінету Міністрів України № 721-р «Про визначення адміністративних центрів та затвердження територій територіальних громад Полтавської області», село увійшло до складу Зіньківської міської громади.
19 липня 2020 року, в результаті адміністративно - територіальної реформи та ліквідації Зіньківського району, село увійшло до складу новоутвореного Полтавського району Полтавської області.